# Arraias
Arraias is een gemeente in de Braziliaanse deelstaat Tocantins. De gemeente telt 10.913 inwoners (schatting 2009).